# Вест-Форк (Арканзас)
Вест-Форк (англ. West Fork) — місто (англ. city) в США, в окрузі Вашингтон штату Арканзас. Населення — 2331 особа (2020).

## Географія
Вест-Форк розташований на висоті 409 метрів над рівнем моря за координатами 35°56′6″ пн. ш. 94°10′52″ зх. д. / 35.93500° пн. ш. 94.18111° зх. д. (35.934924, -94.181110).  За даними Бюро перепису населення США в 2010 році місто мало площу 9,85 км², з яких 9,69 км² — суходіл та 0,15 км² — водойми.

## Демографія
Згідно з переписом 2010 року, у місті мешкало 2317 осіб у 855 домогосподарствах у складі 634 родин. Густота населення становила 235 осіб/км².  Було 915 помешкань (93/км²).
Расовий склад населення:
| - 94,4 % — білих - 1,2 % — корінних американців - 0,5 % — азіатів - 0,3 % — вихідців з тихоокеанських островів - 0,1 % — чорних або афроамериканців |

До двох чи більше рас належало 3,1 %. Іспаномовні складали 3,3 % від усіх жителів.
За віковим діапазоном населення розподілялося таким чином: 28,6 % — особи молодші 18 років, 60,4 % — особи у віці 18—64 років, 11,0 % — особи у віці 65 років та старші. Медіана віку мешканця становила 36,1 року. На 100 осіб жіночої статі у місті припадало 96,0 чоловіків;  на 100 жінок у віці від 18 років та старших — 90,4 чоловіків також старших 18 років.
Середній дохід на одне домашнє господарство  становив 53 726 доларів США (медіана — 44 006), а середній дохід на одну сім'ю — 60 556 доларів (медіана — 48 125). Медіана доходів становила 35 168 доларів для чоловіків та 31 875 доларів для жінок. За межею бідності перебувало 7,6 % осіб, у тому числі 10,3 % дітей у віці до 18 років та 3,0 % осіб у віці 65 років та старших.
Цивільне працевлаштоване населення становило 1162 особи. Основні галузі зайнятості: освіта, охорона здоров'я та соціальна допомога — 27,0 %, мистецтво, розваги та відпочинок — 13,5 %, виробництво — 12,6 %.
За даними перепису населення 2000 року в Вест-Форк мешкало 2042 особи, 600 сімей, налічувалося 750 домашніх господарств і 800 житлових будинків. Середня густота населення становила близько 237 осіб на один квадратний кілометр. Расовий склад Вест-Форк за даними перепису розподілився таким чином: 94,56% білих, 0,44% — чорних або афроамериканців, 0,93% — корінних американців, 0,54% — азіатів, 1,81% — представників змішаних рас, 1,71% — інших народів. Іспаномовні склали 3,13% від усіх жителів міста.
З 750 домашніх господарств в 41,2% — виховували дітей віком до 18 років, 63,3% представляли собою подружні пари, які спільно проживали, в 12,1% сімей жінки проживали без чоловіків, 19,9% не мали сімей. 16,4% від загального числа сімей на момент перепису жили самостійно, при цьому 7,6% склали самотні літні люди у віці 65 років та старше. Середній розмір домашнього господарства склав 2,72 особи, а середній розмір родини — 3,04 особи.
Населення міста за віковим діапазоном за даними перепису 2000 року розподілилося таким чином: 30,0% — жителі молодше 18 років, 8,1% — між 18 і 24 роками, 30,2% — від 25 до 44 років, 21,8% — від 45 до 64 років і 9,8% — у віці 65 років та старше. Середній вік мешканця склав 33 роки. На кожні 100 жінок в Вест-Форк припадало 96,9 чоловіків, у віці від 18 років та старше — 92,1 чоловіків також старше 18 років.
Середній дохід на одне домашнє господарство в місті склав 37 356 доларів США, а середній дохід на одну сім'ю — 41 818 доларів. При цьому чоловіки мали середній дохід в 30 037 доларів США на рік проти 24 091 долар середньорічного доходу у жінок. Дохід на душу населення в місті склав 14 976 доларів на рік. 11,6% від усього числа сімей в окрузі і 13,8% від усієї чисельності населення перебувало на момент перепису населення за межею бідності, при цьому 18,3% з них були молодші 18 років і 14,7% — у віці 65 років та старше.